# Dream Come True (Gerald Albright)
Dream Come True è un album del sassofonista jazz americano Gerald Albright, pubblicato nel 1990.

## Tracce
1. When You Say You Love Me – 5:04
2. In the Mood – 5:50
3. Bermuda Nights – 5:50
4. The Hook – 5:35
5. Feeling Inside – 6:35
6. Still in Love – 5:20
7. Truth – 5:00
8. Too Cool – 5:25